# Deutsche Feldhandball-Meisterschaft 1966
Die Deutsche Feldhandball-Meisterschaft 1966 wurde in einem Endrundenturnier zwischen dem 4. September und dem 2. Oktober 1966 ausgespielt. Das Turnier war die 17. vom DHB ausgerichtete Meisterschaftsrunde im Feldhandball der Männer. Das Endspiel fand am 2. Oktober 1966 vor 22.000 Zuschauern im August-Thyssen-Stadion in Bruckhausen statt, der Heimspielstätte von Hamborn 07.
Neuer Deutscher Meister wurde der TV Oppum 1894, der damit den ersten Titelgewinn der Vereinsgeschichte feiern konnte. Oppum besiegte im Finale den Hamburger SV mit 19:12.
Dies war die letzte Feldhandball-Endrunde nach alter Form; wie für den Hallenhandball hatte der DHB Anfang September 1965 auch für den Feldhandball die Einführung einer zweigleisigen Bundesliga mit Nord- und Süd-Staffel zur Saison 1967 beschlossen.

## Modus
Acht Mannschaften traten in einem Ausscheidungsturnier (K.-o.-System) mit Hin- und Rückspielen gegeneinander an. Das Spielsystem entsprach dem der vorangegangenen Saison, allerdings in verkürzter Form: nach einer Vorrunde (Viertelfinale) und einer Zwischenrunde (Halbfinale) bestritten die Sieger des Halbfinals das Endspiel, weitere Platzierungsspiele wurden nicht durchgeführt.
Die folgenden acht Mannschaften hatten sich über die jeweiligen Regionalmeisterschaften für die Teilnahme qualifiziert; dem Titelverteidiger BSV Solingen 1898 war dies nicht gelungen:
Hamburger SV (Norddeutscher Meister)
Eintracht Hildesheim (Norddeutscher Vizemeister)
VfL Gummersbach (Westdeutscher Meister, Deutscher Meister (Halle) 1966)
TV Oppum 1894 (Westdeutscher Vizemeister)
TV Hochdorf (Südwestdeutscher Meister)
TSV Birkenau (Süddeutscher Meister)
SG Leutershausen (Süddeutscher Vizemeister)
Berliner SV 1892 (Berliner Meister)
Die Spieldauer betrug 2 × 30 Minuten; bei Punktgleichstand nach den Rundenspielen entschied das Torverhältnis.

## Turnierverlauf
Der spätere Turniersieger TV Oppum zeigte schon im Viertel- und im Halbfinale seine gute Form beim Saisonhöhepunkt und gewann alle vier Spiele gegen seine Gegner klar. Dennoch konnte der HSV im Finale als leicht favorisiert gelten, hatten die Hamburger doch im Halbfinale den Hallenmeister der Saison, den VfL Gummersbach, auf dessen eigenem Platz überraschend deutlich mit 15:11 besiegt.
Im Finale konnte es aber nur in der ersten Halbzeit Zweifel am Sieg der Oppumer geben, der HSV lag nach beiderseits verhaltenem Spiel zur Pause noch knapp mit 6:5 in Führung. In der zweiten Hälfte überrannten die jungen Westdeutschen dann die zunehmend resignierenden Hamburger und siegten überlegen.

### Vorrunde
4. September (Hinspiele) / 11. September (Rückspiele)
Berliner SV 1892 – TV Oppum 1894: 7:11 / 14:15
TV Hochdorf – Hamburger SV: 14:13 (3. September) / 8:15
Eintracht Hildesheim – TSV Birkenau: 16:15 / 14:13 (10. September)
SG Leutershausen – VfL Gummersbach: 12:11 / 9:17

### Zwischenrunde
18. September (Hinspiele) / 25. Oktober (Rückspiele)
Eintracht Hildesheim – TV Oppum 1894: 13:15 / 12:15
Hamburger SV – VfL Gummersbach: 8:7 / 15:11

### Endspiel
2. Oktober
TV Oppum 1894 – Hamburger SV: 19:12 (Halbzeit 5:6)